# Papulosi linfomatoide
La papulosi linfomatoide è una malattia rara della pelle, descritta approfonditamente per la prima volta nel 1968. La sua prevalenza è stimata a 1,2 casi ogni milione di persone.
All'esame obiettivo, la papulosi linfomatoide appare molto simile al linfoma a grandi cellule anaplastico. La papulosi di tipo A è positiva all'antigene marcatore CD30 espresso sulla membrana cellulare del tessuto affetto da questa condizione, mentre la papulosi di tipo B è negativa a questo antigene.
La papulosi linfomatoide è stata descritta come una patologia "clinicamente benigna ma istologicamente maligna".

## Classificazione
Si annoverano sei tipologie diverse di papulosi linfomatoide, a seconda delle caratteristiche istologiche e citologiche della sua manifestazione:
- Tipo A: ammassi cuneiformi di linfociti atipici per forma e dimensione (più grandi dei linfociti normali), CD30-positivi, sparsi in un infiltrato infiammatorio misto costituito da neutrofili, istiociti ed eosinofili.
- Tipo B: simile alla micosi fungoide, con infiltrati a forma di banda ed epidermotropismo di linfociti atipici, piccoli, in alcuni casi CD30-negativi.
- Tipo C: simile al linfoma a grandi cellule anaplastico, con ampi ammassi o strati di cellule CD30-positive senza gli infiltrati presenti nel tipo A.
- Tipo D: simile al linfoma cutaneo a cellule T CD8-positivo epidermotropico, con grandi linfociti CD8 e CD30-positivi che talvolta sono colorabili con markers citotossici (TIA-1, granzimi, perforine).
- Tipo E: papulosi angioinvasiva, con linfociti atipici CD30-positivi, di dimensioni variabili, angiocentrici, che invadono i vasi sanguigni di piccolo e medio calibro del derma.
- Tipo F: con infiltrati perifollicolari di cellule atipiche, CD30-positive, con o senza mucinosi follicolare, con tropismo follicolare.

## Trattamento
La papulosi linfomatoide può rispondere alla terapia a base di raggi ultravioletti (Puva) e alla somministrazione di metotrexato.

## Prognosi
La condizione di papulosi può evolvere con relativa facilità in un linfoma.